# Gangesdeltat
Ganges Delta är ett delta i Bangladesh, på gränsen till Indien. Det ligger i den sydvästra delen av landet, 160 km sydväst om huvudstaden Dhaka.
Trakten runt Ganges Delta består till största delen av jordbruksmark. Runt Ganges Delta är det tätbefolkat, med 947 invånare per kvadratkilometer.